# شبح جائع
الشبح الجائع هو مفهوم في البوذية الصينية، والديانة التقليدية الصينية، والبوذية الفيتنامية والديانة التقليدية الفيتنامية يمثل كائنات مدفوعة باحتياجات عاطفية شديدة بطريقة حيوانية. يمثل المصطلحان 餓鬼 (èguǐ) وquỷ đói، يعنيان حرفيًا «شبح جائع»، الترجمة الصينية والفيتنامية لمصطلح preta في البوذية. تلعب «الأشباح الجائعة» دورًا في البوذية الصينية والبوذية الفيتنامية والطاوية وكذلك في الديانة الشعبية الصينية والديانة الشعبية الفيتنامية. يجب عدم الخلط بين هذا المصطلح والمصطلح العام لـ «شبح» أو لعنة، 鬼 guǐ (أي الروح المتبقية لسلف متوفى). من المفهوم أن كل الناس يصبحون أشباحًا اعتيادية عندما يموتون، ثم يضعفون ببطء ويموتون في النهاية مرة ثانية. أما الأشباح الجائعة فهي، على النقيض من منها، حالة أكثر استثنائية، ولا تظهر إلا في ظروف مؤسفة للغاية، عندما تقتل أسرة بأكملها مثلًا أو عندما تتوقف أسرة عن تبجيل أسلافها.
مع تزايد شعبية البوذية، أصبحت الفكرة الشائعة هي أن الأرواح تعيش في الفضاء حتى تتناسخ. يُعتقد في التقاليد الطاوية أن الأشباح الجائعة يمكن أن تنشأ من الأشخاص الذين كانت وفاتهم عنيفة أو تعيسة. تشترك كل من البوذية والطاوية في فكرة أن الأشباح الجائعة يمكن أن تظهر نتيجة إهمال الأسلاف أو التخلي عنهم. وفقًا لهوا-ين سوترا، تؤدي الأفعال الشريرة إلى إعادة ولادة الروح في إحدى العوالم الستة المختلفة. تؤدي أعلى درجة من الأفعال الشريرة إلى أن ولادة الروح كقادم من الجحيم، بينما تؤدي الدرجة الأقل من الشر إلى ولادة الروح كحيوان، وتؤدي الدرجة الأقل إلى ولادة الروح كشبح جائع. وفقًا للتقاليد، فإن الأفعال الشريرة التي تؤدي إلى التحول إلى شبح جائع هي القتل والسرقة سوء السلوك الجنسي. وتُعد الرغبة، والجشع، والغضب والجهل عوامل تجعل الروح تولد كشبح جائع لأنها تدفع البشر بأعمال شريرة.

## أساطير النشأة
هناك العديد من الأساطير المتعلقة بنشأة الأشباح الجائعة. توجد قصص في التقاليد البوذية، من Chuan-chi po-yuan ching («سوترا مئة أسطورة مختارة») والتي تعود إلى أوائل القرن الثالث. فيما يلي بعض الأمثلة على هذه القصص:
تدور إحدى القصص حول رجل ثري كان يسافر لبيع عصير قصب السكر. وفي أحد الأيام جاء راهب إلى منزله طالبًا بعض العصير لعلاج مرضه. اضطر الرجل إلى المغادرة، فأمر زوجته بإعطاء الراهب المشروب في أثناء غيابه. وبدلًا من القيام بذلك، تبولت سرًا في وعاء الراهب، وأضافت إليه عصير قصب السكر وقدمته إلى الراهب. لم يُخدع الراهب، وسكب الوعاء وغادر. وعندما توفيت الزوجة ولدت من جديد كشبح جائع. 
هناك حكاية أخرى من هذا القبيل عن رجل عطوف ولطيف. كان في أحد الأيام يوشك على مغادرة منزله عندما جاء راهب متسول. أمر الرجل زوجته بإعطاء الراهب بعض الطعام. بعد مغادرة الرجل منزله، تغلب الجشع على زوجته. وقررت تعليم الراهب درسًا، لذلك حبست الراهب في غرفة فارغة طوال اليوم دون طعام. فولدت من جديد كشبح جائع لمدى الحياة.
تتحدث الأساطير في معظم الأحيان عن أشباح جائعة كانت سابقًا امرأة جشعة ترفض إعطاء عن الطعام. وهناك قصص أخرى في التقاليد البوذية تأتي من«سوترا استجواب الأشباح مو-لين» (Kuei wen mu-lien ching). تحكي إحدى القصص عن رجل كان عرافًا وكان يضلل الناس باستمرار بسبب جشعه وهو الآن شبح جائع. وهناك قصة أخرى في «أسطورة مو-لين الذي يدخل إلى المدينة ويرى خمسمئة شبح جائع». تدور القصة حول خمسمئة رجل كانوا أبناء حكماء المدينة التي عاشوا فيها. عندما جاء الرهبان إلى المدينة يتوسلون للحصول على الطعام، رفضهم الأبناء لأنهم اعتقدوا أن الرهبان سيواصلون العودة ويأخذون كل طعامهم في النهاية. بعد وفاة الأبناء، ولدوا من جديد كأشباح جائعة.

## العلاقات بين الأشباح الجائعة والبشر
يُنظر إلى الأشباح الجائعة عمومًا على أنها مجرد مصدر إزعاج للبشر، إلا إذا كانت رغباتها موجهة نحو شيء حيوي، كالدم أو اللحم. ومع ذلك، في بعض التقاليد، تحاول الأشباح الجائعة منع الآخرين من إشباع رغباتهم الخاصة باستخدام السحر أو الأوهام أو التنكر. كما يمكنها أن تختفي أو تغير ملامحها لإخافة البشر.
ومع ذلك، يُنظر عمومًا إلى الأشباح الجائعة على أنها كائنات تستحق الشفقة. ولذلك، في بعض الأديرة البوذية، يترك الرهبان قرابين من الطعام والشراب والبخور والأضواء والفواكه والزهور لهم قبل الوجبات.
بالإضافة إلى ذلك، هناك العديد من المهرجانات في جميع أنحاء آسيا التي تحيي ذكرى أهمية الأشباح الجائعة أو البريتاس وتوجد مثل هذه المهرجانات في التقاليد البوذية التبتية وكذلك التقاليد الطاوية الصينية. تشارك دول مثل الصين وكمبوديا والتبت وتايلاند وسنغافورة واليابان وماليزيا في مهرجانات الأشباح الجائعة، وفي الصين يكون هذا عادةً في اليوم الخامس عشر من الشهر القمري السابع وفقًا لتقويمهم. تتضمن العديد من الطقوس حرق الممتلكات المادية الرمزية، مثل ورق الجوس (على شكل نقود أو ملابس أو أدوات أو وسائل نقل أو عقارات أو سكن أو كماليات وما إلى ذلك) وبالتالي ربط مفهوم الأشباح الجائعة بمادية المتوفى في حياته. على الرغم من أن العديد من الأشباح الجائعة تتمسك بممتلكاتها المادية أثناء حياتهم البشرية، إلا أن بعض الأشباح الأخرى الممثلة في المهرجانات تتوق إلى أحبائها أثناء حياتهم البشرية.  خلال المهرجانات، يقدم الناس القرابين للأرواح ويأملون في الحصول على البركات من أسلافهم في المقابل. وبالتالي، فإن مهرجانات الأشباح الجائعة التي تحيي ذكراها هي جزء طبيعي من بعض الثقافات الآسيوية ولا تقتصر على أنظمة المعتقدات الهندوسية أو البوذية فقط.